# CP System
CP system（简称「CPS」）是日本卡普空公司发布于1988年的街机游戏平台。他的核心是摩托罗拉68000 CPU，属32位/16位混合系统。此平台获得了高度商业成功，诞生过超过24款风靡世界的游戏。

## 开发背景
CPS的市场定位是一款成本相对较低的通用游戏平台。所谓通用，是指业者可通过更换ROM板的方式，不变动筐体而更换游戏。此前的街机主板大多是定制的，即机芯，筐体和辅助设备都为特定游戏专门设计，互换性非常有限甚至完全没有。CPS对应的筐体也是通用型号，8向摇杆是必备，按键可根据需要设置2到6个，并能驱动25英寸上下的彩色显像管。CPS平台上的游戏一般也以低收费，快节奏，高观赏性为开发前提。由于这些特性，CPS发布后大获成功，很快成了全球街机业的中流砥柱。

## CPS-1技术规格
```
   CPU:
       主處理器：
摩托羅拉68000
，主频10MHz (后期有12 MHz的跳线选项)，192KB独占缓存
       音效處理器: Zilog 
Z80
 @ 3.579 MHz， 2KB独占缓存
       核心内存：64KB
       游戏专用扩展内存：通常12MB - 20MB不等
   音效系統:
       FM合成：
山葉
 YM2151 @ 3.57958 MHz
       
ADPCM
語音合成：
OKI
 MSM6295 @ 1 MHz (取樣率 7.576 kHz)
   显示系统：
       分辨率: 384x224，逐行扫描
       显存结构：192KB主显存 + 16KB 显示缓存
       色深: 16-bit (12-bit 三色信号 和 4-bit 亮度信号)
       色盘: 65,536色
       同屏最多发色数: 4096色
```

## 盗版问题和CPS 1.5
CPS平台发布后虽然大受好评，但其面临的最大问题，便是盗版。在1990年前后，东南亚特别是港台地区形成了专门制售盗版CPS的产业链。盗版者从硬件，软件两方面都能制造和原版性能一样的产品，但价格低廉很多，特别是在第三世界国家地区十分流行，极大侵害了CAPCOM的收益。盗版在技术上可行，是因为这款平台在设计之初几乎没有考虑防范盗版措施。硬件方面，包括核心器件均采用的都是第三方厂家生产的通用器件，所有零件通过正常渠道的电子交易就能采购到原品或者兼容品。软件方面，也没有加密，使得下载和复制ROM内容易如反掌。
针对这些问题CAPCOM在1992年发布了CPS DASH，业界俗称“CPS 1.5”。这款系统在主要硬件规格不变的情况下，添加了Q-SOUND声音系统。这套系统不仅能提高游戏的声音保真度，且对声源文件进行了独特的加密。相当一段时间，这项声音加密技术是盗版者不能攻破的难题，于是出现了所谓“无声盗版”，或是胡乱使用以往游戏声音文件，甚至自编声音充数的情况。最著名的例如在中国大陆大受欢迎且广被盗版的吞食天地2 赤壁之战，就是CPS 1.5产品，其早期的盗版版本，就有用盗版者自编的京剧曲调代替无法解密的原版背景音乐的版本。不过严格的说，以街机游戏厅通常及其嘈杂的环境，玩家很难专心关注音效，所以这个问题的影响并不太严重。不过，在90年代中期，‘三剑圣’版的出现标志着Q-SOUND加密被完美攻破。
另一项非常有争议的防盗版措施是“自杀电池”。他的工作原理是：把游戏ROM的分配映射表加载到一块RAM里，该RAM用电池供电。一旦电池电量耗尽（低于2V），映射表数据消除，主板就不能正确的读取游戏，此时业者必须拿着ROM板去CAPCOM指定维修点更换电池并重刷映射表，这样基本堵死了拆焊脱机DUMP的路线。防止盗版的作用不表，给业者增加的麻烦和费用却是确定无疑的。这项措施也极大的困扰了游戏收藏家和模拟器开发者，因为多年以后CAPCOM已不再提供加密RAM刷新服务，买到手的二手ROM在绝大多数情况下就成了只有收藏价值的废品，甚至可能导致这些游戏在停产后失传。直到1998年左右，恢复加密RAM的通用方法才由技术高手借助逻辑分析器开发出来，也因此成功实现了CPS1.5甚至CPS2游戏的模拟。

## 名作列表
这里提供官方CPS游戏的不完全列表，列举的仅为在华语圈和世界范围内有一定影响力的作品。过分不知名，偏冷门或未授权的游戏没有收录。
- “发售年月”因市场（日版，美版，国际版）有别，这里均以最早已知的发售时间为准。

| 发售年月   | 开发商 | 中文名                                           | 日文名                                                                              | 类别                       |
| ---------- | ------ | ------------------------------------------------ | ----------------------------------------------------------------------------------- | -------------------------- |
| 1988-07    | Capcom | 世界末日 （备考：CPS首作）                       | Lost Worlds (ロストワールド)                                                        | Shoot 'em up               |
| 1988-12    | Capcom | 大魔界村                                         | Daimakaimura (大魔界村)                                                             | Platformer                 |
| 1989-03    | Capcom | 出击飞龙                                         | Strider Hiryū (ストライダー飛竜)                                                    | Platformer                 |
| 1989-04    | Capcom | 吞食天地                                         | Tenchi o Kurau (天地を喰らう)                                                       | Beat 'em up                |
| 1989-08    | Capcom | 战区88                                           | Area 88 (エリア88)                                                                  | Shoot 'em up               |
| 1989-12    | Capcom | 街頭快打                                         | Final Fight (ファイナルファイト)                                                    | Beat 'em up                |
| 1990-02    | Capcom | 1941                                             | 1941 (1941)                                                                         | Shoot 'em up               |
| 1990-03-02 | Capcom | 战场之狼Ⅱ                                        | Senjō no Ōkami II (戦場の狼Ⅱ)                                                       | Run and gun                |
| 1990-06-23 | Capcom | 飞斧神剑（魔剑）                                 | Magic Sword (マジックソード)                                                        | Platformer                 |
| 1990-10-09 | Capcom | 美国海军（雌虎战机）                             | U.S. Navy (U.S.NAVY)                                                                | Shoot 'em up               |
| 1991-02-06 | Capcom | 街头霸王2                                        | Street Fighter II: The World Warrior (ストリートファイターⅡ -The World Warrior-)    | Head-to-Head Fighting Game |
| 1991-07-11 | Capcom | 龙王战士（龙王）                                 | The King of Dragons (ザ・キングオブドラゴンズ)                                      | Beat 'em up                |
| 1991-09-28 | Capcom | 上尉密令（名将／突擊隊長）                       | Captain Commando (キャプテンコマンドー)                                             | Beat 'em up                |
| 1991-11-27 | Capcom | 圆桌骑士（圆桌武士／刀劍斧／石中劍）             | Knights of the Round (ナイツオブザラウンド)                                         | Beat 'em up                |
| 1992-10-02 | Capcom | 吞食天地2 赤壁之战（三國誌II／三国志II赤壁之战） | Tenchi o Kurau II: Sekiheki no Tatakai Warriors of Fate (天地を喰らう2・赤壁の戦い) | Beat 'em up                |
| 1993-02-01 | Capcom | 恐龙新世纪（恐龙快打／凱迪拉克與恐龙）           | Cadillacs Kyōryū Shinseiki Cadillacs and Dinosaurs (キャディラックス 恐竜新世紀)    | Beat 'em up                |
| 1993-04-22 | Capcom | 惩罚者                                           | The Punisher (パニッシャー)                                                         | Beat 'em up                |
| 1993-07-13 | Capcom | 世界摔跤王                                       | Muscle Bomber: The Body Explosion (マッスルボマー -The Body Explosion-)             | Sports game                |

## 模拟器
CPS-1由于其较为通用和受人理解的68000架构，属于最早在PC平台上成功实现模拟的平台。90年代中期以来‘奔腾PC机’远高于68000的运算能力使得模拟的效果流畅而完美。所有的CPS-1游戏都能近乎完美的在PC上模拟运行。CPS模拟的先驱软件叫Callus，于1998年开发完成。由网名为Bloodlust的国外爱好者免费制作提供，目前仍能免费下载。Bloodlust官方网站（页面存档备份，存于）该作者提供了游戏清单，但因版权的问题并不提供具体游戏ROM。不过很快，相关的ROM集就有爱好者搜集完成并流通于互联网。由于到98年CPS-1平台已属不具商业价值的「过气」技术，CAPCOM方面实际上也没有追究此事。Callus的Windows版本非常稳定，能够运行于更先进的Windows平台，但没有再推出过更新，故缺乏新式模拟器的先进功能如软件反锯齿效果。后来通用的MAME遊戲機模擬器软件也可模拟68000系列的主机，就包括CPS，也能实现反锯齿效果。

## 遗产和影响
CPS平台最深远的影响莫过于开创了两个全新的游戏模式：以1989年“快打旋风”开创的“横板清关模式”和以1991年“街头霸王2”开创的对打格斗模式。“街头霸王2”一度是全球影响力最大的电子游戏。
Capcom之后分别于1993年和1996年开发了CPS的官方继任者，分别称为CPS-2和CPS-3。这两款平台都没有获得很大商业成功，影响力和技术特色远不及原版。其中CPS-3只有区区6部作品。这两款平台除了对运算硬件进行升级，主要大幅强化了防盗版措施。其中CPS2的破解广泛视为黑客界的最高难题之一，发售近10年后的2001年，才被成功破解。整套加密逻辑则直到2007年才得以完全掌握。
竞争对手SNK的Neo Geo系统发布于1990年，从硬件规格到市场定位，毫无疑问是受到CPS影响的跟风之作，同样大受欢迎。Neo Geo平台到1997年还有《拳皇'97》这样的大作推出，属于“老树发新枝”，而拳皇97本身也可视为“街头霸王”的高级衍生品。
CPS平台街机，包括原版和通用盗版，至今（2017年）仍能在中国大陆的很多游戏厅见到身影，以现时的技术甚至使用ARM内核单片机加载模拟器，并接驳LCD监视器都完全可能。当前的街机业主设置这些古董级别的机台，主要是满足一部分老玩家的怀旧情绪。总的来说，CPS的定位，还是和他刚刚发售是一样，属于廉价且中流砥柱的机器。